# Нагорное (Луганская область)
Нагорное (укр. Нагірне) — село, относится к Свердловскому району Луганской области Украины. Под контролем самопровозглашённой Луганской Народной Республики.

## География
Ближайшие населённые пункты: посёлки Покровка, Фёдоровка, Павловка и сёла Медвежанка на юго-востоке, посёлки Великий Лог и Верхняя Краснянка на северо-востоке, сёла Каменка и Палиевка на северо-западе, Мечетка на западе, Вербовка и Коробкино на юго-западе, Николаевка и посёлки Великокаменка, Кленовый на юге.

## Население
Население по переписи 2001 года составляло 254 человека.

## Общие сведения
Почтовый индекс — 94850. Телефонный код — 6434. Занимает площадь 36,11 км². Код КОАТУУ — 4424285504.

## Местный совет
94850, Луганская обл., Свердловский городской совет, с.Медвежанка, ул. Гребенюка, 10